# ムーロム

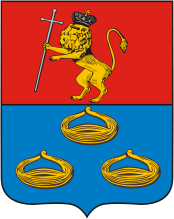
ムーロムの紋章

座標: 北緯55度34分 東経42度02分 / 北緯55.567度 東経42.033度
ムーロム（露: Му́ром、フィンランド語: Muromi、古ノルド語: Moramar、英: Murom）は、ロシア・ヴラジーミル州の歴史ある都市。人口は10万7497人（2021年）。モスクワから東へ約300km、オカ川の左岸に沿って市街が広がり、モスクワとカザンを結ぶ鉄道が通る。

## 歴史
9世紀、東への進出を続けていた東スラヴ人は、フィン・ウゴル系民族のムーロマ人が主に住んでいたオカ川下流のこの地にまで達し、スラヴ人の最も東になる集落を築いた。ロシアの原初年代記では、862年の段階ですでにムーロムが言及されており、ロシアでも最古級の都市と言える。900年ごろにはヴォルガ川中流にある国ヴォルガ・ブルガールからオカ川を経てバルト海へ伸びる交易路の中継地であり、モルドヴィン人やムーロマ人などが住んでいた。このころからキエフ・ルーシの勢力圏に入った。オカ川の岸には、木の壁と11の塔が囲むクレムリンが建っていたが、18世紀のエカチェリーナ2世の治世に取り壊されている。
1010年から1393年までは大勢の公（クニャージ）が都とし、1097年にはムーロム公国が成立している。ムーロム公国以前にはキエフ大公ウラジーミル1世の息子グレブが統治しており1015年に暗殺されたが、1071年には正教会により兄ボリスとともに列聖され「聖ボリスとグレブ」の名はロシア各地の聖堂や修道院に冠せられている。またその後にはチェルニゴフ公国のスヴャトスラフの息子である聖コンスタンティン公もムーロムの支配者であった。東スラヴの叙事詩の英雄イリヤー・ムーロメツ（ムーロムのイリヤー）もムーロム出身という設定であり、現在では街中に、片手で剣の柄を握って上へ掲げ、もう片方の手で十字架をもつイリヤーの像が立っている。
1393年にはムーロム公国はモスクワ大公国に併合された。イヴァン雷帝は救世主修道院を訪れ、カザン・ハン国に対する自らの勝利を記念してモスクワから職人を呼び修道院や街に多くの聖堂を築かせ、今日でも見ることができる。
ロシアが無政府状態になった17世紀初頭の動乱時代には、ヴラジーミル州の他の町同様、ムーロムもロシア・ポーランド戦争に巻き込まれ、ポーランド・リトアニア共和国軍に蹂躙され荒廃した。この痛手から立ち直るのは17世紀半ばを待たねばならなかった。ムーロムは修道院や聖堂だけでなく工場もあり、金属工場や皮革工場、武器工場はロシアのツァーリたちから高い評価を受けた。ムーロムの武器工場がツァーリのために作った豪華な武器は今もモスクワ・クレムリンの武器庫に展示されている。工業だけでなく、オカ川からヴォルガ川水系への水運の便利なムーロムは商業都市としても栄えた。18世紀末には建物の数は552棟を数え、その他18の石造りの聖堂、16の木造の聖堂があり、住民の数は2,750人ほどであった。

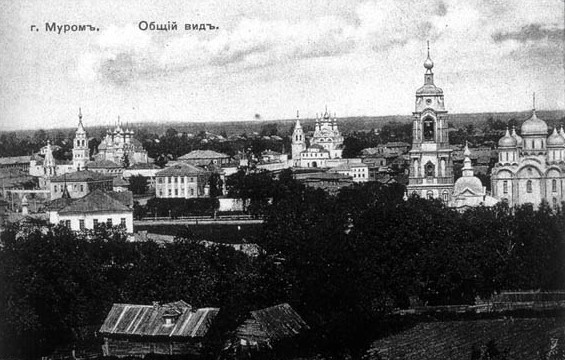
20世紀初頭のムーロム市街

1778年にはエカチェリーナ2世がムーロムに市の地位を与え、新古典主義建築や新古典主義の都市計画で街の建物は一新され、この時代の水道塔や商店などの建物は今も残る。
1912年にはモスクワとニジニ・ノヴゴロドを結ぶ鉄道がムーロムを通り、街は再度発展の機会を得た。建築家アレクセイ・ヴィークトロヴィッチ・シチュセフ（モスクワのカザン駅の設計者）の建設したムーロム駅は、彼の数少ない鉄道駅の作品の一つである。
ムーロムは独ソ戦による被害を受けなかったため、中世から近世までの古いロシアの面影が残る数少ない町となっている。ソ連時代の20世紀後半にも、1962年建設の中世ロシア建築をモデルとした市劇場など優れた建築が建っている。

## 経済と交通

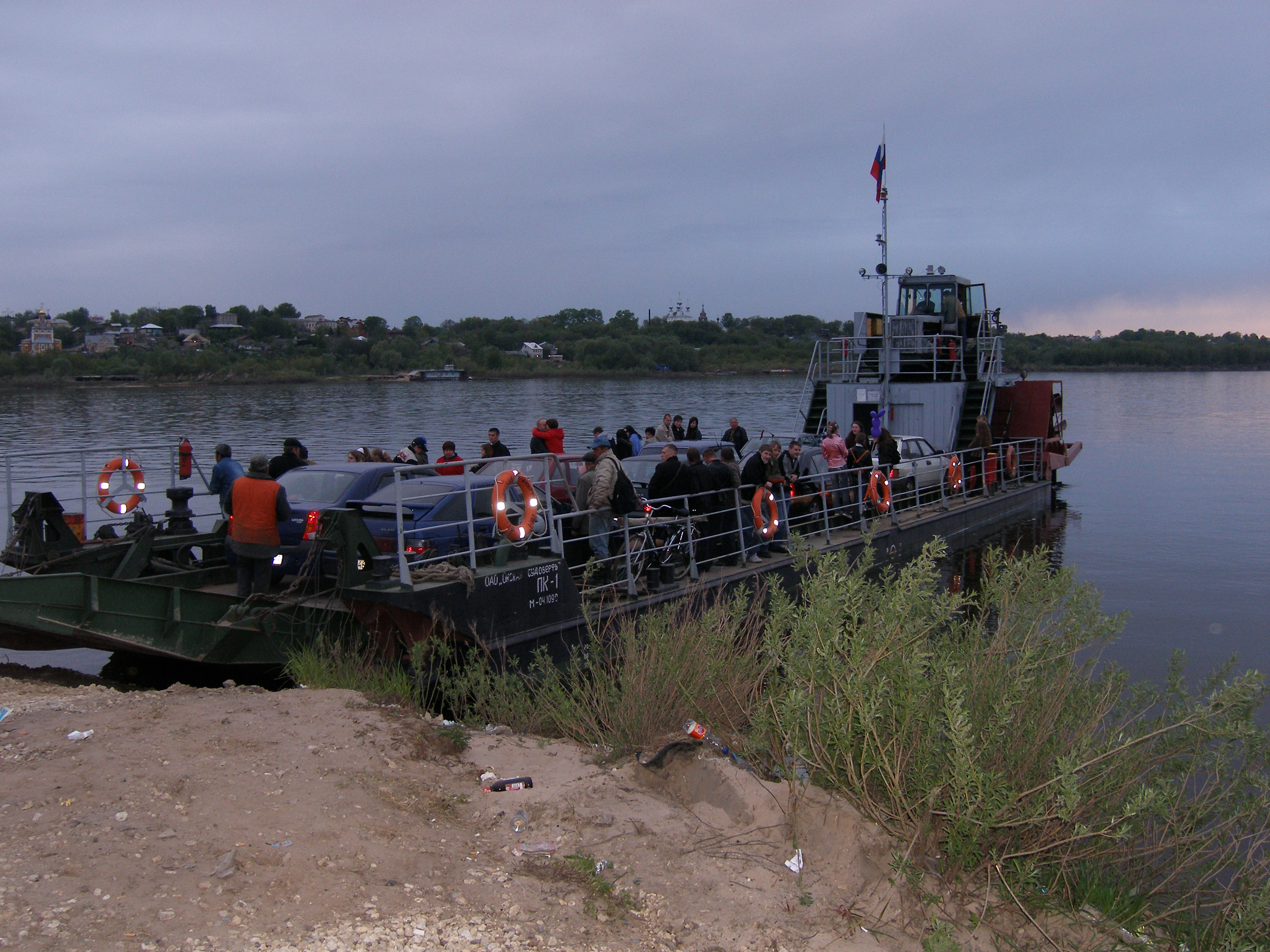
オカ川を渡る渡し船

今日のムーロムは鉄道とオカ川・ヴォルガ川水運の中継点で、高速道路や鉄道でモスクワなど各地と結ばれる。首都モスクワからの近さもムーロムの産業の強みになっている。
主な産業は機械工業、無線機械、木材加工、食品加工、繊維工業などとなっている。これらの産業は20を超える民営企業により担われ、ロシアをはじめヨーロッパ各地に輸出されている。

## 見どころ

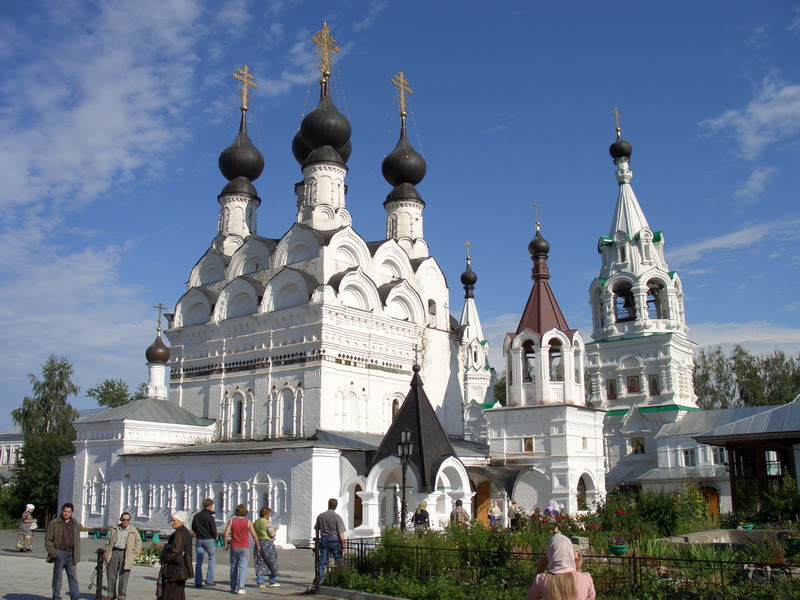
至聖三者女子修道院の大聖堂

ソビエト連邦時代に多くの宗教施設が荒らされたが、ムーロムにはなお古い聖堂や建築が多く残る。救世主修道院はロシアでも最も古い修道院の一つで、1096年にはチェルニゴフ公オレグ・スヴャトスラヴィチがこの修道院を攻め落としウラジーミル2世モノマフの息子イジャスラフ・ウラジミロヴィチを殺した。イジャスラフはこの修道院に埋葬されている。1552年にはイヴァン雷帝がこの修道院を訪れモスクワの職人に石造の聖堂を築かせ、以後同様の聖堂がここに築かれている。
至聖三者女子修道院には17世紀半ばの聖堂、鐘楼、カザン聖堂、木造の聖セルギウス聖堂、石の城壁などが残る。生神女福音修道院はイヴァン雷帝の治世に創立され1664年の聖堂が建ち、当地の公たちの遺物をおさめている。この聖堂は、市中心部の救世主復活聖堂（1658年）と多くの共通点を持ち、同一の職人たちの作品と考えられている。これらより1世紀前の1565年に、カザン・ハン国の征服を祝ってオカ川の岸に建てられた聖コスマスと聖ダミアヌス聖堂はプスコフの職人らに建てさせたもので、尖塔状の屋根がある点で大きく異なる。
その他ムーロム市内の文化施設には、文化宮殿、民衆文化会館、三箇所の文化会館、文化・歴史博物館、三つの音楽学校、芸術学校などがある。ヴラジーミル州立大学のキャンパスやモスクワ心理学・社会科学研究所の支所などもムーロムにはある。

## 姉妹都市
- モスト、チェコ
- バブルイスク、ベラルーシ

## ムーロム出身の人物
- セルゲイ・プロクジン＝ゴルスキー: 1863年 - 1944年、カラー写真の先駆者
- ウラジミール・ツヴォルキン: 1889年 - 1982年、テレビ技術の先駆者